# Masashi Ueda
Masashi Ueda nacido en 27 de mayo de 1974, en Tokio es un escritor y dibujante de manga japonés.
Su primer cómic fue en 1979 sobre un jugador de mahjong. Conocido por ser autor en 1982 de コボちゃん (Kobo-chan), se realizaron 63 episodios para la televisión, lanzados el 19 de octubre de 1992.
En 1988, fue convocado por las Naciones Unidas en el Año Internacional de la Alfabetización, visitó Nepal como un comisionado especial. En 1999, la Asociación de Artistas Cómic de Japón le otorgó un premio.
En 1982 ganó el Premio Magna Bungeishunju.
Algunas de sus obras son:
- 1982, Kobo-chan
- 1990, Furiten-kun